# 5時ですテレビ愛知ニュース
『5時ですテレビ愛知ニュース』（ごじですテレビあいちニュース）は、1991年秋から1997年9月26日まで放送されたテレビ愛知で2代目の平日5時台に生放送されたローカルニュース番組である。
協賛とニュースソース協力は日本経済新聞名古屋支社と中日新聞社が行った。

## 出演者
- 森政勇 当時のテレビ愛知アナウンサー
- 西田修 当時のテレビ愛知アナウンサー
- 中本克樹 当時のテレビ愛知アナウンサー
- 鈴木朋恵 当時のテレビ愛知アナウンサー
- 天野ひかり 当時のテレビ愛知アナウンサー

## 放送時間
- 月曜 - 金曜 17:00 - 17:25